# كارين بانغ
كارين بانغ (بالنرويجية البوكمول: Karin Bang)‏ هي كاتِبة وكاتبة للأطفال وشاعرة نرويجية، ولدت في 3 ديسمبر 1928، وتوفيت في 20 أغسطس 2017.

## وصلات خارجية
- كارين بانغ على موقع ميوزك برينز (الإنجليزية)